# Edgerton, Ohio
Edgerton är en ort (village) i Williams County i Ohio. Vid 2010 års folkräkning hade Edgerton 2 012 invånare.